# كيت هود
كيت هود (بالإنجليزية: Kit Hood)‏ هو منتج أفلام وكاتب سيناريو كندي وبريطاني، ولد في 24 مارس 1943.

## وصلات خارجية
- كيت هود على موقع IMDb (الإنجليزية)
- كيت هود على موقع قاعدة بيانات الفيلم (الإنجليزية)